# Vârciorova (okręg Caraș-Severin)
Vârciorova – wieś w Rumunii, w okręgu Caraș-Severin, w gminie Bolvașnița. W 2011 roku liczyła 938 mieszkańców. 